# Tanit Jitnukul
Tanit Jitnukul (thaï: ธนิตย์ จิตนุกูล), né le 24 novembre 1956 dans la province de Songkhla, est un peintre d'affiches de cinéma, un réalisateur et un producteur thaïlandais.
Tanit Jitnukul est un des artisans de la (seconde) nouvelle vague du cinéma thaïlandais qui commence dès 1997 (et qui inclut Nonzee Nimibutr, Pen-ek Ratanaruang, Wisit Sasanatieng, Apichatpong Weerasethakul , les frères Pang et quelques autres).
Il est à l'origine d'un des plus importants succès du cinéma en Thaïlande, Bang Rajan (en 2000).

## Biographie[3]

### Les années 1980 et 1990: les débuts, peintre d'affiches puis réalisateur de comédies romantiques
Tanit Jitnukul est d'abord très influencé par le cinéma thaïlandais classique tendance Bollywood, hindou et rasas (saveurs). En effet, il est peintre d'affiches de cinéma (comme le réalisateur Piak Poster / เปี๊ยก โปสเตอร์). Les affiches ont une composition éclatée plaçant des images secondaires (saveurs secondaires) autour d'une image centrale (saveur principale) qui illustrent une palette de saveur : l'héroïque, le comique, l’amoureux, le terrifiant, le répugnant, la belle, la bête etc.,
Tanit Jitnukul devient un des protégés de l'influent réalisateur et producteur Adirek "Uncle" Wattaleela. Ce dernier lui permet de coréaliser en 1985 son  premier film, la populaire comédie Happy Go Lucky et finance en 2000 (avec Nonzee Nimbutr) son coûteux film historique Bang Rajan.
Dans les années 1990, il signe les comédies romantiques Don't Say She's Evil (1987), Magic Moon (1991) et Love Affaire (1997); il produit la bluette romantique de Prachya Pinkaew Romantic Blue (1995); il réalise le film d'action Crime Kings (1998),..

### Les années 2000: un cinéma historique et quelques productions variées.
Tanit Jitnukul adapte au cinéma un célèbre fait historique relayé dans tous les livres d'histoire thaïlandais, la résistance farouche d'un village de paysans face à l'envahisseur birman en 1765 (Bang Rajan, 2000) à l'époque du roi Suriyamarin or Ekkathat (Boromaratcha V) deux ans avant la prise d'Ayutthaya et la chute définitive de ce royaume. Cette résurrection de l’héroïsme des ancêtres flattent le goût du public. Tanit Jitnukul obtient une incroyable popularité.
Ensuite il tente sans succès de renouveler son coup d'éclat par de nouvelles productions historiques et légendaires : 
- Kunpan-Legend of the Warlod (2002) qui s'inspire de la célèbre légende Khun Chang Khun Phaen (Thai: ขุนช้างขุนแผน)[11], la première grande œuvre littéraire thaïlandaise, très longue épopée en vers qui raconte la rivalité entre un valeureux chef de guerre, Khun Phaen, et un riche et laid potentat local, Khun Chang, pour l'amour de la belle Wantong[12] ;
- Sema: Warrior of Ayuthaya (2003), aventure d'un forgeron devenu  guerrier à l'époque de Naresuan et Bang Rajan 2 (2010).

Il suit aussi les tendances du marché et réalise des films d'horreur (Art of Devil en 2004, Hell / Narok en 2005 et The Lost Memory, segment du film à sketches Black Night en 2006), une comédie (Andaman Girl ou Jee en 2005) et des films d'action (102 Bangkok Robbery en 2004) au succès modérés.
Il produit quelques films qui deviendront célèbres : Les Larmes du Tigre Noir (2000) et Red Eagle (2010) de Wisit Sasanatieng (2000) ainsi que Boxers (Muay Thai Chaiya) de Kongkiat Khomsiri (2007).

## Filmographie
- 1985 : Happy-Go-Lucky (ซึมน้อยหน่อย กะล่อนมากหน่อย /Suem Noi Noi Galon Mark Noi)
- 1986 : ปลื้ม
- 1986 : Happy-Go-Lucky 2
- 1987 : Don't Say She's Evil
- 1991 : Magic Moon
- 1996 : Love Affair (รักเอย)[13]
- 1998 : Crime King[14], dont une des inspirations est la vie de Seua Bai.
- 1999 : Sawasdee ban nork (สวัสดีบ้านนอก)[15]
- 2000 : Bang Rajan (บางระจัน)[16]
- 2002 : Kunpan: Legend of the Warlord (ขุนแผน)
- 2003 : Khunsuk (Sema the Warrior / Sema : Warrior of Ayutthaya) (ขุนศึก )
- 2004 : Bangkok Robbery (102 ปิดกรุงเทพฯปล้น)[17],[18]
- 2004 : L'art du diable[19] (Art of the Devil / คนเล่นของ)[20]
- 2005 : Jee (จี้)
- 2005 : Narok (นรก)
- 2006 : Hak yae (Black Night / ลาง หลอก หลอน)- segment The Lost Memory[21]
- 2008 : First Flight[22]
- 2008 : Saphai breu... aw aw
- 2008 : Pirate of the Lost Sea (สลัดตาเดียวกับเด็ก 200 ตา / Salad ta diaw kab dek 200 ta))[23],[24]
- 2009 : Sam Chuk (สามชุก)
- 2009 : Pai in Love
- 2010 : Bang Rajan 2 (บางระจัน 2)[25],[26]
- 2012 : Ghost Day (แก๊งค์ตบผี / Gang tob phii)[27],[28]

## Prix
- 2001 : Prix du meilleur réalisateur au Festival du film asiatique de Deauville pour Bang Rajan[29].